# Lucie Lichtig
 (juillet 2025).
Lucie Lichtig, de son nom de naissance Lucie Barzman, est une scripte française née le 26 avril 1912 à Vladivostok (Russie) et décédée le 19 août 1999 à Brest (Finistère, France).

## Biographie
Lucie Lichtig passe son enfance au Japon et en Chine, avant d'arriver en Europe en 1927. Elle débute dans le cinéma dans les années 1930, d'abord dans la post-synchronisation, puis comme scripte à partir de 1933. Sa première expérience en tant que script-girl est avec Max Ophüls sur Liebelei (1933). Elle collabore ensuite avec Pierre Weil (Trois dans un moulin, 1936), Marc Allégret (La Dame de Malacca, 1937) et Pierre Colombier (Quartier Latin, 1939).
Durant l'Occupation, elle se réfugie à Nice et rejoint le réseau de Résistance "Alliance". Après la guerre, elle reprend sa carrière avec Une nuit d'amour (1946) d'Edmond T. Gréville, qu'elle assiste sur six films.
Sa carrière s'internationalise dans les années 1950 et 1960, collaborant notamment avec Max Ophüls, Billy Wilder, John Huston, George Cukor, Joseph Losey et Nicholas Ray avec qui elle noue de forts liens professionnels.
Elle travaille également sur des films de Jean Dréville, Claude Sautet, Jean Delannoy, Marcel Carné ou encore Jean-Jacques Andrien (Australia, 1988), dernier film sur lequel elle officie.
Lucie Lichtig collabore aussi avec la télévision française et américaine. Elle est une proche d’Henri Langlois, fondateur de la Cinémathèque française, dont elle devient membre à vie du conseil d’administration. Elle y dépose très tôt ses archives, constituant un fonds documentaire majeur,.

## Liens familiaux
Lucie Lichtig est la demi-sœur de la monteuse Renée Lichtig.

## Filmographie sélective
- 1933 : Liebelei de Max Ophüls
- 1936 : Trois dans un moulin de Pierre Weil
- 1937 : La Dame de Malacca de Marc Allégret
- 1939 : Quartier Latin de Pierre Colombier
- 1939 : Sidi-Brahim de Marc Didier
- 1946 : Le diable souffle d'Edmond T. Gréville
- 1947 : Pour une nuit d'amour d'Edmond T. Gréville
- 1947 : Ploum ploum tra la la de Robert Hennion
- 1950 : La Ronde de Max Ophüls
- 1952 : Le Gantelet vert de Rudolf Maté
- 1955 : Lola Montès de Max Ophüls
- 1955 : Port du désir d'Edmond T. Gréville
- 1956 : Je plaide non coupable d'Edmond T. Gréville
- 1956 : Ariane de Billy Wilder
- 1957 : Amère victoire de Nicholas Ray
- 1959 : Drame dans un miroir de Richard Fleischer
- 1959 : Chérie recommençons de Stanley Donen
- 1960 : Aimez-vous Brahms ? d'Anatole Litvak
- 1961 : Le Rendez-vous de Jean Delannoy
- 1961 : Le Jour le plus long (réalisation collective)
- 1961 : Le Grand Risque de Richard Fleischer
- 1962 : Les 55 Jours de Pékin de Nicholas Ray
- 1963 : Cléopâtre de Joseph L. Mankiewicz
- 1963 : Topkapi de Jules Dassin
- 1964 : Dix Heures et demie du soir en été de Jules Dassin
- 1967 : Les Jeunes Loups de Marcel Carné
- 1968 : L'Homme de Kiev de John Frankenheimer
- 1969 : Promenade avec l'amour et la mort de John Huston
- 1970 : La Lettre du Kremlin de John Huston
- 1975 : Monsieur Klein de Joseph Losey
- 1976 : L'Oiseau bleu de George Cukor
- 1988 : Australia de Jean-Jacques Andrien

## Sources
- « Lucie Lichtig », sur Encyclopédie du cinéma français, Cinémathèque française
- « Lucie Lichtig, scripte ayant collaboré avec nombre des plus grands cinéastes, est morte jeudi 19 août dans un hôpital de Brest », sur Le Monde, Le Monde, 26 août 1999
- « Lucie Lichtig », sur AFI Catalog, American Film Institute